# The Last Page
Pour plus de détails, voir Fiche technique et Distribution.
The Last Page est un film britannique réalisé par Terence Fisher, sorti en 1952.

## Synopsis
John Harman se retrouve la cible d'un chantage de la part d'une de ses employées et, lorsque celle-ci est retrouvée morte, il est le principal suspect. Avec l'aide de sa secrétaire Stella, il va arriver à prouver son innocence et à faire arrêter le vrai coupable.

## Fiche technique
- Titre original : The Last Page
- Titre américain : Man Bait
- Réalisation : Terence Fisher
- Scénario : Frederick Knott, d'après une pièce de James Hadley Chase
- Direction artistique : Andrew Mazzei
- Costumes : Joy Curtis
- Photographie : Walter J. Harvey
- Son : William Salter
- Montage : Maurice Rootes
- Musique : Frank Spencer
- Production : Anthony Hinds
- Société de production : Hammer Film Productions, Lippert Films
- Société de distribution : Exclusive Films
- Pays d'origine :  Royaume-Uni
- Langue originale : anglais
- Format : Noir et blanc  — 35 mm — 1,37:1 — son mono
- Genre : Film policier
- Durée : 84 minutes (78 minutes aux États-Unis)
- Dates de sortie : 
  - États-Unis : 25 janvier 1952
  - Royaume-Uni : avril 1952

## Distribution
- George Brent : John Harman
- Marguerite Chapman : Stella Tracy
- Raymond Huntley : Clive Oliver
- Peter Reynolds : Jeff Hart
- Eleanor Summerfield : Vi
- Archie Duncan : Agent de police
- Meredith Edwards : Dale
- Harry Fowler : Joe
- Diana Dors : Ruby Bruce
- Conrad Phillips : Todd
- Isabel Dean : May Harman